# Liste der Kulturdenkmale in Buckau (Magdeburg)
In der Liste der Kulturdenkmale in Buckau sind alle Kulturdenkmale des zur Stadt Magdeburg gehörenden Stadtteils Buckau aufgelistet. Grundlage ist das Denkmalverzeichnis des Landes Sachsen-Anhalt, das auf Basis des Denkmalschutzgesetzes vom 21. Oktober 1991 erstellt und seither laufend ergänzt wurde (Stand: 31. Dezember 2023).

## Denkmale
| Lage | Bezeichnung                                                                           | Beschreibung | Erfassungs- nummer | Ausweisungsart               | Bild                                                                                  |
| --- | ------------------------------------------------------------------------------------- | --- | ------------------ | ---------------------------- | ------------------------------------------------------------------------------------- |
| An der Buckauer Fähre (Karte)                                                                                     | Dampfmaschine in Buckau                                                               | Lokomobile, es handelt sich um eine Einzylinder-Heißdampf-Lokomobile aus dem Jahre 1911. | 094 76854          | Kleindenkmal                 | Dampfmaschine in Buckau                                                               |
| Basedowstraße 1–24 (Karte)                                                                                        | Basedowstraße                                                                         | Straßenzug Die Straße wurde nach dem Pädagogen Johann Bernhard Basedow benannt. Sie wurde in der Gründerzeit Ende des 19. Jahrhunderts erbaut. Es sind viergeschossige Häuser mit einer geschlossenen Bebauung. | 094 17759          | Denkmalbereich               | Weitere Bilder                                                                        |
| Basedowstraße 1 (Karte)                                                                                           | Wohnhaus Basedowstraße 1                                                              | Wohnhaus Das Wohnhaus wurde 1894 erbaut. Es ist ein viergeschossiges Haus mit einem Risalit mit Volutengiebel. | 094 17760          | Baudenkmal                   | Wohnhaus Basedowstraße 1                                                              |
| Basedowstraße 2, Porsestraße 17 (Karte)                                                                           | Wohnhaus Basedowstraße 2, Porsestraße 17                                              | Wohnhaus Das viergeschossige Fachwerkwohnhaus wurde 1884 erbaut. Die Fassade wird geprägt von einem Eckerker. | 094 17761          | Baudenkmal                   | Wohnhaus Basedowstraße 2, Porsestraße 17                                              |
| Basedowstraße 3 (Karte)                                                                                           | Wohn- und Geschäftshaus Basedowstraße 3                                               | Wohn- und Geschäftshaus viergeschossiges, 1891 mit neobarocken Formen in Ziegelbauweise errichtetes Gebäude | 094 17762          | Baudenkmal                   | Wohn- und Geschäftshaus Basedowstraße 3                                               |
| Basedowstraße 4 (Karte)                                                                                           | Wohn- und Geschäftshaus Basedowstraße 4                                               | Wohn- und Geschäftshaus viergeschossiges Gebäude im Stil des Eklektizismus von 1893 | 094 17763          | Baudenkmal                   | Wohn- und Geschäftshaus Basedowstraße 4                                               |
| Basedowstraße 5 (Karte)                                                                                           | Wohn- und Geschäftshaus Basedowstraße 5                                               | Wohn- und Geschäftshaus 1891 errichteter viergeschossiger Ziegelbau mit Stuckelementen im Stil des Neobarocks | 094 17764          | Baudenkmal                   | Wohn- und Geschäftshaus Basedowstraße 5                                               |
| Basedowstraße 6 (Karte)                                                                                           | Wohnhaus Basedowstraße 6                                                              | viergeschossiges Wohnhaus im Stil des Neobarocks von 1891 | 094 17765          | Baudenkmal                   | Wohnhaus Basedowstraße 6                                                              |
| Basedowstraße 7 (Karte)                                                                                           | Wohnhaus Basedowstraße 7                                                              | Wohnhaus viergeschossiger Bau aus dem Jahr 1895 im Stil der Neorenaissance | 094 17766          | Baudenkmal                   | Wohnhaus Basedowstraße 7                                                              |
| Basedowstraße 8 (Karte)                                                                                           | Wohnhaus Basedowstraße 8                                                              | viergeschossiges Wohnhaus im Stil des Neobarocks von 1891 | 094 17767          | Baudenkmal                   | Wohnhaus Basedowstraße 8                                                              |
| Basedowstraße 9 (Karte)                                                                                           | Wohnhaus Basedowstraße 9                                                              | Wohnhaus viergeschossige Ziegelbau im Stil der Neorenaissance von 1895 | 094 17768          | Baudenkmal                   | Wohnhaus Basedowstraße 9                                                              |
| Basedowstraße 10 (Karte)                                                                                          | Wohnhaus Basedowstraße 10                                                             | viergeschossiges Wohnhaus im Stil des Neobarocks von 1891 | 094 17769          | Baudenkmal                   | Wohnhaus Basedowstraße 10                                                             |
| Basedowstraße 11 (Karte)                                                                                          | Wohnhaus Basedowstraße 11                                                             | Wohnhaus viergeschossiges Wohnhaus von 1891 im Stil der Neorenaissance | 094 17770          | Baudenkmal                   | Wohnhaus Basedowstraße 11                                                             |
| Basedowstraße 12 (Karte)                                                                                          | Wohnhaus Basedowstraße 12                                                             | Wohnhaus repräsentativ gestaltetes, viergeschossiges Gebäude von 1891 | 094 17771          | Baudenkmal                   | Wohnhaus Basedowstraße 12                                                             |
| Basedowstraße 13 (Karte)                                                                                          | Wohnhaus Basedowstraße 13                                                             | Wohnhaus viergeschossiges Gebäude mit Formen des Neobarocks von 1891 | 094 17772          | Baudenkmal                   | Wohnhaus Basedowstraße 13                                                             |
| Basedowstraße 14 (Karte)                                                                                          | Wohnhaus Basedowstraße 14                                                             | Wohnhaus viergeschossiger Bau im Stil der Neorenaissance von 1891 | 094 17773          | Baudenkmal                   | Wohnhaus Basedowstraße 14                                                             |
| Basedowstraße 15, 17 (Karte)                                                                                      | Strubesche Stiftung                                                                   | Das ehemalige evangelische Vereinshaus wurde von 1890 bis 1892, finanziert von der Stiftung C. Louis Strube im neogotischen Stil erbaut und diente zur Unterstützung bedürftiger Menschen in Buckau. | 094 17774          | Baudenkmal                   | Strubesche Stiftung                                                                   |
| Basedowstraße 16 (Karte)                                                                                          | Wohnhaus Basedowstraße 16                                                             | Wohnhaus viergeschossiges Wohngebäude im Stil der Neorenaissance von 1892 | 094 70820          | Baudenkmal                   | Wohnhaus Basedowstraße 16                                                             |
| Basedowstraße 18 (Karte)                                                                                          | Wohnhaus Basedowstraße 18                                                             | Wohnhaus viergeschossiges Gebäude aus dem Jahr 1892 mit Elementen der Neogotik und des Neobarocks | 094 17775          | Baudenkmal                   | Wohnhaus Basedowstraße 18                                                             |
| Basedowstraße 20 (Karte)                                                                                          | Wohnhaus Basedowstraße 20                                                             | Wohnhaus viergeschossiger Bau im Stil des Eklektizismus von 1892 | 094 17776          | Baudenkmal                   | Wohnhaus Basedowstraße 20                                                             |
| Basedowstraße 22 (Karte)                                                                                          | Wohnhaus Basedowstraße 22                                                             | Wohnhaus viergeschossiges Wohnhaus mit Fachwerkfassade von 1902 | 094 17777          | Baudenkmal                   | Wohnhaus Basedowstraße 22                                                             |
| Basedowstraße 24, Klosterbergestraße 16 (Karte)                                                                   | Wohnhaus Basedowstraße 24, Klosterbergestraße 16                                      | viergeschossiges Wohnhaus im Stil der Neorenaissance | 094 17778          | Baudenkmal                   | Wohnhaus Basedowstraße 24, Klosterbergestraße 16                                      |
| Benediktinerstraße 2 (Karte)                                                                                      | Wohnhaus Benediktinerstraße 2                                                         | Das dreieinhalbgeschossige Wohnhaus von 1902 bildet mit dem Haus ein dreiflügeliges Wohnhaus. Es wurde im Jugendstil erbaut. | 094 16751          | Baudenkmal                   | Wohnhaus Benediktinerstraße 2                                                         |
| Benediktinerstraße 3 (Karte)                                                                                      | Wohnhaus Benediktinerstraße 3                                                         | Das dreieinhalbgeschossige Wohnhaus entstand 1902 und bildet mit dem Haus Benediktinerstraße 2 eine Einheit. | 094 71017          | Baudenkmal                   | Wohnhaus Benediktinerstraße 3                                                         |
| Benediktinerstraße 4 (Karte)                                                                                      | Wohnhaus Benediktinerstraße 4                                                         | Das drei- bis viergeschossige Wohnhaus entstand im Jahr 1902 in Formen des Jugendstils. | 094 82661          | Baudenkmal                   | Wohnhaus Benediktinerstraße 4                                                         |
| Benediktinerstraße 5 (Karte)                                                                                      | Wohnhaus Benediktinerstraße 5                                                         | Das drei- bis viergeschossige Wohnhaus entstand im Jahr 1902 in Formen des Jugendstils. | 094 71018          | Baudenkmal                   | Wohnhaus Benediktinerstraße 5                                                         |
| Benediktiner Straße (Karte)                                                                                       | Uferbefestigung der Klinke                                                            | Uferbefestigung Befestigung entlang der Klinke vom Anfang des 20. Jahrhunderts | 094 71019          | Baudenkmal                   | Uferbefestigung der Klinke                                                            |
| Bernburger Straße 13 (Karte)                                                                                      | Wohnhaus Bernburger Straße 13                                                         | viergeschossiges Wohnhaus von 1883 im Stil der Neorenaissance | 094 15970          | Baudenkmal                   | Wohnhaus Bernburger Straße 13                                                         |
| Bleckenburgstraße 2, 4 (Karte)                                                                                    | Wohnhaus Bleckenburgstraße 2, 4                                                       | drei- bis viergeschossiges Wohnhaus aus dem Jahr 19000 | 094 16750          | Baudenkmal                   | Wohnhaus Bleckenburgstraße 2, 4                                                       |
| Bleckenburgstraße 8 (Karte)                                                                                       | Wohnhaus Bleckenburgstraße 8                                                          | drei- bis viergeschossiges Wohnhaus im Stil der Neogotik aus der Zeit um 1900 | 094 82596          | Baudenkmal                   | Wohnhaus Bleckenburgstraße 8                                                          |
| Bleckenburgstraße 10 (Karte)                                                                                      | Wohnhaus Bleckenburgstraße 10                                                         | dreieinhalb- bis viergeschossiges Wohnhaus im Stil des Neobarock aus der Zeit um 1900 | 094 82595          | Baudenkmal                   | Wohnhaus Bleckenburgstraße 10                                                         |
| Bleckenburgstraße 11a (Karte)                                                                                     | Speicher Silo Süd                                                                     | Speicher, 1997/1998 zum Wohnhaus umgebauter Getreidespeicher aus Stahlbeton von 1911/1912 | 094 71485          | Baudenkmal                   | Speicher Silo Süd                                                                     |
| Bleckenburgstraße 12 (Karte)                                                                                      | Wohnhaus Bleckenburgstraße 12                                                         | drei- bis viergeschossiges verputztes Wohnhaus vom Anfang des 20. Jahrhunderts | 094 82594          | Baudenkmal                   | Wohnhaus Bleckenburgstraße 12                                                         |
| Bleckenburgstraße 27 (Karte)                                                                                      | Wohnhaus Bleckenburgstraße 27                                                         | viergeschossiges Wohnhaus von 1893 mit Formen der Neorenaissance und des Neobarocks | 094 82589          | Baudenkmal                   | Wohnhaus Bleckenburgstraße 27                                                         |
| Bleckenburgstraße 29, Elbstraße 1 (Karte)                                                                         | Wohn- und Geschäftshaus Bleckenburgstraße 29, Elbstraße 1                             | fünfgeschossiges Wohn- und Geschäftshaus von 1891 im Stil der Neorenaissance | 094 17876          | Baudenkmal                   | Wohn- und Geschäftshaus Bleckenburgstraße 29, Elbstraße 1                             |
| Brauereistraße 4 (Karte)                                                                                          | ehemalige Buckauer Dampfbierbrauerei Reichardt & Schneidewin, jetzt Abtshof Magdeburg | Fabrikanlage |                    | Baudenkmal                   | ehemalige Buckauer Dampfbierbrauerei Reichardt & Schneidewin, jetzt Abtshof Magdeburg |
| Brauereistraße 4 (Karte)                                                                                          | Sauerstofffabrik                                                                      | Fabrik 1939 unter Einbeziehung älterer Bauten der Brauerei Reichardt und Schneidewin in moderner Formensprache errichtetes ehemaliges Maschinenhaus (Verdichterstation) zur Sauerstoffproduktion | 094 71407          | Baudenkmal                   | Sauerstofffabrik                                                                      |
| Budenbergstraße 9 (Karte)                                                                                         | Budenberg-Stift                                                                       | Altenheim von 1884 bis 1885 für die Mitarbeiter der Armaturenfabrik Schäffer & Budenberg errichtetes Altenheim, viergeschossiger Ziegelbau, hofseitig mit eigener Parkanlage | 094 82672          | Baudenkmal                   | Budenberg-Stift                                                                       |
| Budenbergstraße 9 (Karte)                                                                                         | Budenberg-Mausoleum                                                                   | Mausoleum Für den Industriellen Budenberg und seine Ehefrau im Jahr 1884 im Stil der Neorenaissance errichtetes Mausoleum im Garten des Budenberg-Stifts. | 094 06253          | Baudenkmal                   | Budenberg-Mausoleum                                                                   |
| Budenbergstraße 9 (Karte)                                                                                         | Portalgewände                                                                         | Portal frühgotische Portalgewände aus dem frühen 13. Jahrhundert, aufgestellt im Garten des Bundenbergstifts als romantisches Element der Gartengestaltung | 094 06412          | Baudenkmal                   | Portalgewände                                                                         |
| Budenbergstraße                                                                                                   |                                                                                       | Fabrikgebäude, Formerei und Modelllager der Armaturenfabrik Schäffer & Budenberg |                    | Baudenkmal                   |                                                                                       |
| Coquistraße 4, Klosterbergestraße 30 (Karte)                                                                      | Wohnhaus Coquistraße 4, Klosterbergestraße 30                                         | Wohnhaus im Stil der Neorenaissance aus dem späten 19. Jahrhundert | 094 17848          | Baudenkmal                   | Wohnhaus Coquistraße 4, Klosterbergestraße 30                                         |
| Coquistraße 16 (Karte)                                                                                            | Eisenbahnwerkstatt Buckau                                                             | Schmiede |                    | Baudenkmal                   | Eisenbahnwerkstatt Buckau                                                             |
| Coquistraße 16 (Karte)                                                                                            | BuckauQuartier                                                                        | Werkstattgebäude, zwischen 1900 und 1905 als Lokwerkstatt der Königlich-Preußischen Eisenbahn-Hauptwerkstatt Buckau errichtet. Ab 2019 ist eine Entkernung und Umnutzung zu Wohnzwecken vorgesehen. | 094 71136          | Baudenkmal                   | BuckauQuartier                                                                        |
| Coquistraße 16a (Karte)                                                                                           | Eisenbahnwerkstatt Buckau                                                             | Werkstattgebäude, Rest der ehemaligen Lokreparaturwerkstatt | 094 71139          | Baudenkmal                   | Eisenbahnwerkstatt Buckau                                                             |
| Coquistraße 16b                                                                                                   | Eisenbahnwerkstatt Buckau                                                             | Kesselhaus |                    | Baudenkmal                   | Eisenbahnwerkstatt Buckau                                                             |
| Coquistraße 16c–d (Karte)                                                                                         | Eisenbahnwerkstatt Buckau                                                             | Verwaltungsgebäude |                    | Baudenkmal                   | Eisenbahnwerkstatt Buckau                                                             |
| Coquistraße 17 (Karte)                                                                                            | Wohnhaus Coquistraße 17                                                               | Wohnhaus im Stil der Neorenaissance aus der Zeit zwischen 1880 und 1890 | 094 17808          | Baudenkmal                   | Wohnhaus Coquistraße 17                                                               |
| Coquistraße 18 (Karte)                                                                                            | Wohnhaus Coquistraße 18                                                               | Wohnhaus massiv gebautes viergeschossiges Gebäude mit achtachsiger Fassade im Stil der Neorenaissance aus den 1880er Jahren | 094 17809          | Baudenkmal                   | Wohnhaus Coquistraße 18                                                               |
| Coquistraße 18a (Karte)                                                                                           | Coquistraße 18a                                                                       | Wohnhaus viergeschossiges Wohngebäude aus den 1880er Jahren mit achtachsiger Fassade im Stil der Neorenaissance | 094 17810          | Baudenkmal                   | Coquistraße 18a                                                                       |
| Dorotheenstraße 1 (Karte)                                                                                         | Wohnhaus Dorotheenstraße 1                                                            | Wohnhaus viergeschossiges Gebäude im Stil der Neorenaissance aus der Zeit von 1880/90 | 094 82602          | Baudenkmal                   | Wohnhaus Dorotheenstraße 1                                                            |
| Dorotheenstraße 2 (Karte)                                                                                         | Wohnhaus Dorotheenstraße 2                                                            | Wohnhaus viergeschossiger verputzter Bau aus der Zeit um 1880 | 094 82599          | Baudenkmal                   | Wohnhaus Dorotheenstraße 2                                                            |
| Dorotheenstraße 22 (Karte)                                                                                        | Wohnhaus Dorotheenstraße 22                                                           | Wohnhaus viergeschossiges Gebäude im Stil der Neorenaissance von 1883 | 094 82600          | Baudenkmal                   | Wohnhaus Dorotheenstraße 22                                                           |
| Dorotheenstraße 23 (Karte)                                                                                        | Wohnhaus Dorotheenstraße 23                                                           | Wohnhaus viergeschossiger Bau von 1883 | 094 82601          | Baudenkmal                   | Wohnhaus Dorotheenstraße 23                                                           |
| Fährstraße 6 (Karte)                                                                                              | Wohnhaus Fährstraße 6                                                                 | viergeschossiges Wohnhaus im Stil der Neorenaissance von 1891 | 094 82590          | Baudenkmal                   | Wohnhaus Fährstraße 6                                                                 |
| Fährstraße (Karte)                                                                                                | Litfaßsäule Fährstraße                                                                | Litfaßsäule | 094 15975          | Baudenkmal                   | Litfaßsäule Fährstraße                                                                |
| Gaertnerstraße 1 (Karte)                                                                                          | Wohnhaus Gaertnerstraße 1                                                             | Wohnhaus viergeschossiges Gebäude im Stil der Neorenaissance von 1888 | 094 17815          | Baudenkmal                   | Wohnhaus Gaertnerstraße 1                                                             |
| Gaertnerstraße 1b (Karte)                                                                                         | Wohnhaus Gaertnerstraße 1b                                                            | Wohnhaus viergeschossiges Gebäude im Stil der Neorenaissance von 1888 | 094 17816          | Baudenkmal                   | Wohnhaus Gaertnerstraße 1b                                                            |
| Gaertnerstraße 1c (Karte)                                                                                         | Wohnhaus Gaertnerstraße 1c                                                            | Wohnhaus viergeschossiges Gebäude im Stil des Neobarocks von 1888 | 094 17817          | Baudenkmal                   | Wohnhaus Gaertnerstraße 1c                                                            |
| Gaertnerstraße 1d (Karte)                                                                                         | Wohnhaus Gaertnerstraße 1d                                                            | Wohnhaus viergeschossiges Gebäude im Stil des Neobarocks von 1888 | 094 17818          | Baudenkmal                   | Wohnhaus Gaertnerstraße 1d                                                            |
| Gaertnerstraße 2 (Karte)                                                                                          | Wohnhaus Gaertnerstraße 2                                                             | Wohnhaus viergeschossiger Bau im Stil der Neorenaissance aus der Zeit um 1885 | 094 17819          | Baudenkmal                   | Wohnhaus Gaertnerstraße 2                                                             |
| Gaertnerstraße 3 (Karte)                                                                                          | Wohnhaus Gaertnerstraße 3                                                             | Wohnhaus viergeschossiges Gebäude im Stil des Neobarocks von 1884 | 094 17820          | Baudenkmal                   | Wohnhaus Gaertnerstraße 3                                                             |
| Gaertnerstraße 6 (Karte)                                                                                          | Wohnhaus                                                                              | Wohnhaus | 107 15019          | Baudenkmal                   | Wohnhaus                                                                              |
| Gaertnerstraße 8 (Karte)                                                                                          | Wohnhaus Gaertnerstraße 8                                                             | Wohnhaus viergeschossiges Gebäude im Stil der Neorenaissance von 1884 | 094 17824          | Baudenkmal                   | Wohnhaus Gaertnerstraße 8                                                             |
| Gaertnerstraße 9 (Karte)                                                                                          | Wohnhaus Gaertnerstraße 9                                                             | Wohnhaus viergeschossiges Gebäude im Stil der Neorenaissance von 1885 | 094 17825          | Baudenkmal                   | Wohnhaus Gaertnerstraße 9                                                             |
| Gaertnerstraße 11 (Karte)                                                                                         | Wohnhaus Gaertnerstraße 11                                                            | Wohnhaus viergeschossiges Gebäude im Stil der Neorenaissance von 1886/1887 | 094 17826          | Baudenkmal                   | Wohnhaus Gaertnerstraße 11                                                            |
| Gaertnerstraße 12, Schönebecker Straße 29, 30 (Karte)                                                             | Wohn- und Geschäftshaus Gaertnerstraße 12, Schönebecker Straße 29, 30                 | Wohn- und Geschäftshaus viergeschossiges Eckhaus im Stil der Neogotik mit markantem Turmerker aus dem Jahr 1886 | 094 17862          | Baudenkmal                   | Wohn- und Geschäftshaus Gaertnerstraße 12, Schönebecker Straße 29, 30                 |
| Gnadauer Straße 2 (Karte)                                                                                         | Wohnhaus Gnadauer Straße 2                                                            | Wohnhaus fünfgeschossiges Ziegelgebäude mit achtachsiger Fassade im Stil des Neobarocks von 1890 | 094 71481          | Baudenkmal                   | Wohnhaus Gnadauer Straße 2                                                            |
| Gnadauer Straße 3 (Karte)                                                                                         | Wohnhaus Gnadauer Straße 3                                                            | Wohnhaus fünfgeschossiges Wohnhaus von 1890/91 mit achtachsiger Fassade im Stil der Neorenaissance | 094 82606          | Baudenkmal                   | Wohnhaus Gnadauer Straße 3                                                            |
| Gnadauer Straße 4 (Karte)                                                                                         | Wohnhaus Gnadauer Straße 4                                                            | Wohnhaus fünfgeschossiger Bau von 1890/91 mit achtachsiger Fassade im Stil des Neobarocks | 094 82605          | Baudenkmal                   | Wohnhaus Gnadauer Straße 4                                                            |
| Gnadauer Straße 5 (Karte)                                                                                         | Wohnhaus Gnadauer Straße 5                                                            | Wohnhaus fünfgeschossiges Wohngebäude mit achtachsiger Fassade im Stil des Neobarocks von 1890/1891 | 094 82604          | Baudenkmal                   | Wohnhaus Gnadauer Straße 5                                                            |
| Gnadauer Straße 7 (Karte)                                                                                         | Wohnhaus Gnadauer Straße 7                                                            | Wohnhaus fünfgeschossiges Gebäude aus den Jahren 1890/1891 mit achtachsiger Fassade im Stil der Neorenaissance | 094 82603          | Baudenkmal                   | Wohnhaus Gnadauer Straße 7                                                            |
| Kapellenstraße 3 (Karte)                                                                                          | Pfarrhaus Kapellenstraße 3                                                            | Pfarrhaus 1872 im Stil der Neogotik errichtetes katholisches Pfarrhaus mit Kapelle und Glockenturm | 094 17829          | Baudenkmal                   | Weitere Bilder                                                                        |
| Karl-Schmidt-Straße 3 (Karte)                                                                                     | Wohnhaus Karl-Schmidt-Straße 3                                                        | Wohnhaus viergeschossiges verputztes Gebäude im Stil der Neorenaissance von 1878 | 094 17830          | Baudenkmal                   | Wohnhaus Karl-Schmidt-Straße 3                                                        |
| Karl-Schmidt-Straße 4 (Karte)                                                                                     | Wohnhaus Karl-Schmidt-Straße 4                                                        | Wohnhaus viergeschossiges Gebäude im Stil der Neorenaissance aus dem Jahr 1879 | 094 17831          | Baudenkmal                   | Wohnhaus Karl-Schmidt-Straße 4                                                        |
| Karl-Schmidt-Straße 5 (Karte)                                                                                     | St. Norbert                                                                           | katholische Kirche | 094 17832          | Baudenkmal                   | Weitere Bilder                                                                        |
| Karl-Schmidt-Straße 5a, b (Karte)                                                                                 | St. Elisabethhaus                                                                     | Gemeindehaus dreigeschossiger massiver Ziegelbau im Stil der Neogotik aus dem Jahr 1909 | 094 71194          | Baudenkmal                   | St. Elisabethhaus                                                                     |
| Karl-Schmidt-Straße 5c (Karte)                                                                                    | Schule Karl-Schmidt-Straße 5c                                                         | Schule zweigeschossiger Ziegelbau aus der Zeit 1883/1884; 1888 und 1911 erweitert | 094 71461          | Baudenkmal                   | Schule Karl-Schmidt-Straße 5c                                                         |
| Karl-Schmidt-Straße 5e (Karte)                                                                                    | Werkstattgebäude Karl-Schmidt-Straße 5e                                               | Werkstattgebäude ehemaliges Magazingebäude und Wasserturm der Königlich-Preußischen Eisenbahnwerkstatt Buckau | 094 71140          | Baudenkmal                   | Werkstattgebäude Karl-Schmidt-Straße 5e                                               |
| Kapellenstraße 20, 20a, 21, 21a, 21b, 22, 23, 23a, 23b                                                            | Wasserturm                                                                            | Wasserturm | 094 71140 001      | Teilobjekt eines Baudenkmals |                                                                                       |
| Karl-Schmidt-Straße 9–11, 13 (Karte)                                                                              | Fabrikgebäude Rudolf Wolfs                                                            | Fabrik |                    | Baudenkmal                   | Fabrikgebäude Rudolf Wolfs                                                            |
| Karl-Schmidt-Straße 13a (Karte)                                                                                   | Villa                                                                                 | ehemalige Villa des Fabrikanten Rudolf Ernst Wolf |                    | Baudenkmal                   | Villa                                                                                 |
| Karl-Schmidt-Straße 13b (Karte)                                                                                   | Stall Karl-Schmidt-Straße 13b                                                         | Stall Rest eines 1899 für eine Brauerei errichteten Stallgebäudes | 094 71384          | Baudenkmal                   | Stall Karl-Schmidt-Straße 13b                                                         |
| Karl-Schmidt-Straße 22 (Karte)                                                                                    | Wohn- und Geschäftshaus Karl-Schmidt-Straße 22                                        | Wohn- und Geschäftshaus im Jugendstil aus dem Jahr 1902 | 094 82611          | Baudenkmal                   | Wohn- und Geschäftshaus Karl-Schmidt-Straße 22                                        |
| Karl-Schmidt-Straße 24 (Karte)                                                                                    | Schule                                                                                | Schule |                    | Baudenkmal                   | Schule                                                                                |
| Karl-Schmidt-Straße 25 (Karte)                                                                                    | Grundschule Buckau                                                                    | Schule viergeschossiger gestaffelter Schulbau im Rundbogenstil aus den Jahren 1897/1898 | 094 82614          | Baudenkmal                   | Grundschule Buckau                                                                    |
| Karl-Schmidt-Straße 42, 43 (Karte)                                                                                | Kulturhaus                                                                            | Kulturhaus |                    | Baudenkmal                   | Kulturhaus                                                                            |
| Karl-Schmidt-Straße 47, Neue Straße 10 (Karte)                                                                    | Wohn- und Geschäftshaus Karl-Schmidt-Straße 47, Neue Straße 10                        | Wohn- und Geschäftshaus viergeschossiges Gebäude im Stil der Neorenaissance von 1872 | 094 82615          | Baudenkmal                   | Wohn- und Geschäftshaus Karl-Schmidt-Straße 47, Neue Straße 10                        |
| Karl-Schmidt-Straße 56, 58 (Karte)                                                                                | Volksbad Buckau                                                                       | Volksbad ehemaliges Volksbad von 1895, 1909 erweitert, heute vom Frauenzentrum Courage genutzt | 094 80261          | Baudenkmal                   | Volksbad Buckau                                                                       |
| Klosterbergestraße 13, 16–28, 30 (Karte)                                                                          | Klosterbergestraße                                                                    | Straßenzug im Zeitraum 1880/1890 entstandener gründerzeitlicher Straßenzug | 094 17836          | Baudenkmal                   | Weitere Bilder                                                                        |
| Klosterbergestraße 13 (Karte)                                                                                     | Wohnhaus Klosterbergestraße 13                                                        | Wohnhaus zweigeschossiges Gebäude, 1898/99 für Mitarbeiter der Fabrik Schäffer & Budenberg errichtet | 094 17837          | Baudenkmal                   | Wohnhaus Klosterbergestraße 13                                                        |
| Klosterbergestraße 17 (Karte)                                                                                     | Wohnhaus Klosterbergestraße 17                                                        | viergeschossiges Wohnhaus im Stil der Neorenaissance | 094 17838          | Baudenkmal                   | Wohnhaus Klosterbergestraße 17                                                        |
| Klosterbergestraße 18 (Karte)                                                                                     | Wohnhaus Klosterbergestraße 18                                                        | viergeschossiges Wohnhaus in Fachwerkbauweise von 1888/90 | 094 17839          | Baudenkmal                   | Wohnhaus Klosterbergestraße 18                                                        |
| Klosterbergestraße 20 (Karte)                                                                                     | Wohnhaus Klosterbergestraße 20                                                        | Wohnhaus viergeschossiges Wohnhaus im Stil der Neorenaissance von 1891 | 094 17841          | Baudenkmal                   | Wohnhaus Klosterbergestraße 20                                                        |
| Klosterbergestraße 22 (Karte)                                                                                     | Wohnhaus Klosterbergestraße 22                                                        | Wohnhaus viergeschossiges Wohnhaus im Stil der Neorenaissance von 1887 | 094 17842          | Baudenkmal                   | Wohnhaus Klosterbergestraße 22                                                        |
| Klosterbergestraße 24 (Karte)                                                                                     | Wohnhaus Klosterbergestraße 24                                                        | Wohnhaus viergeschossiges Wohnhaus mit achtachsiger symmetrischer Fassade im Stil des Neobarocks von 1887 | 094 17843          | Baudenkmal                   | Wohnhaus Klosterbergestraße 24                                                        |
| Klosterbergestraße 25 (Karte)                                                                                     | Wohnhaus Klosterbergestraße 25                                                        | Wohnhaus viergeschossiges Gebäude aus dem Jahr 1887 mit siebenachsiger Fassade im Stil des Spätklassizismus | 094 17844          | Baudenkmal                   | Wohnhaus Klosterbergestraße 25                                                        |
| Klosterbergestraße 26 (Karte)                                                                                     | Wohnhaus Klosterbergestraße 26                                                        | Wohnhaus viergeschossiges Wohnhaus aus dem Jahr 1887 mit siebenachsiger Fassade im Stil der Neorenaissance | 094 17845          | Baudenkmal                   | Wohnhaus Klosterbergestraße 26                                                        |
| Klosterbergestraße 28 (Karte)                                                                                     | Wohnhaus Klosterbergestraße 28                                                        | Wohnhaus viergeschossiges Wohngebäude aus dem Jahr 1887 mit siebenachsiger Fassade im Stil der Neorenaissance | 094 17846          | Baudenkmal                   | Wohnhaus Klosterbergestraße 28                                                        |
| Köthener Straße 3 (Karte)                                                                                         | Wohnhaus Köthener Straße 3                                                            | dreieinhalbgeschossiges Wohnhaus der Gründerzeit aus dem Jahr 1891 im Stil der Neorenaissance | 094 15967          | Baudenkmal                   | Wohnhaus Köthener Straße 3                                                            |
| Neue Straße 11 (Karte)                                                                                            | Wohnhaus Neue Straße 11                                                               | viergeschossiges Wohnhaus von 1888 im Stil der Neorenaissance | 094 82617          | Baudenkmal                   | Wohnhaus Neue Straße 11                                                               |
| Neue Straße 12 (Karte)                                                                                            | Wohnhaus Neue Straße 12                                                               | viergeschossiges Wohnhaus im Stil des Neobarocks von 1890 | 094 82618          | Baudenkmal                   | Wohnhaus Neue Straße 12                                                               |
| Neue Straße 13, 13a (Karte)                                                                                       | Wohnhaus Neue Straße 13, 13a                                                          | zwei viergeschossige Wohnhäuser im Stil der Neorenaissance von 1888 | 094 82619          | Baudenkmal                   | Wohnhaus Neue Straße 13, 13a                                                          |
| Neue Straße 15 (Karte)                                                                                            | Wohnhaus Neue Straße 15                                                               | viergeschossiges Wohnhaus im Stil der Neorenaissance von 1889 | 094 82621          | Baudenkmal                   | Wohnhaus Neue Straße 15                                                               |
| Neue Straße 16 (Karte)                                                                                            | Wohnhaus Neue Straße 16                                                               | viergeschossiges Wohnhaus im Stil der Neorenaissance von 1886 | 094 82622          | Baudenkmal                   | Wohnhaus Neue Straße 16                                                               |
| Neue Straße 17 (Karte)                                                                                            | Wohnhaus Neue Straße 17                                                               | Wohnhaus viereinhalbgeschossiges Wohnhaus im Stil der Neorenaissance von 1883 | 094 82623          | Baudenkmal                   | Wohnhaus Neue Straße 17                                                               |
| Norbertstraße 1 (Karte)                                                                                           | Wohnhaus Norbertstraße 1                                                              | Wohnhaus viergeschossiges Gebäude im Stil des Spätklassizismus aus der Zeit zwischen 1880 und 1890 | 094 17849          | Baudenkmal                   | Wohnhaus Norbertstraße 1                                                              |
| Porsestraße 1, 3 (Karte)                                                                                          | Wohnhaus Porsestraße 1, 3                                                             | Wohnhaus 1893 im Stil der Neorenaissance errichtetes viergeschossiges Gebäude | 094 70969          | Baudenkmal                   | Wohnhaus Porsestraße 1, 3                                                             |
| Porsestraße 4 (Karte)                                                                                             | Umspannwerk Buckau                                                                    | Umspannwerk 1926 nach einem Entwurf von Johannes Göderitz im Stil des Neuen Bauens errichtet | 094 06274          | Baudenkmal                   | Weitere Bilder                                                                        |
| Porsestraße 9 (Karte)                                                                                             | Villa Porsestraße 9                                                                   | Villa Im späten 19. Jahrhundert im Stil der Neorenaissance errichtet. | 094 70338          | Baudenkmal                   | Villa Porsestraße 9                                                                   |
| Porsestraße 13 (Karte)                                                                                            | Villa p.                                                                              | Villa | 094 17851          | Baudenkmal                   | Villa p.                                                                              |
| Porsestraße 14 (Karte)                                                                                            | Wohnhaus Porsestraße 14                                                               | Wohnhaus eingeschossiges Fachwerkhaus aus dem letzten Viertel des 19. Jahrhunderts, errichtet als Rayonhaus | 094 17852          | Baudenkmal                   | Wohnhaus Porsestraße 14                                                               |
| Porsestraße 15 (Karte)                                                                                            | Wohnhaus Porsestraße 15                                                               | Villa 1876 als Rayonhaus in Fachwerkbauweise errichtet | 094 17853          | Baudenkmal                   | Wohnhaus Porsestraße 15                                                               |
| Porsestraße 19 (Karte)                                                                                            | Maschinen- und Armaturenfabrik vormals C. Louis Strube AG                             | Fabrik Ab 1879 bebautes Fabrikgelände mit Direktorenvilla von 1898 und 1937 noch in der Formensprache des Neuen Bauens errichtetem Fabrikgebäude. | 094 71133          | Baudenkmal                   | Maschinen- und Armaturenfabrik vormals C. Louis Strube AG                             |
| Sandbreite 5 (Karte)                                                                                              | Umspannwerk Sandbreite                                                                | Umspannwerk Energieversorgungsanlage aus dem Jahr 1942 mit Stilelementen des Neuen Bauens der 1920er Jahre und der monumentalen Architektur der Zeit der nationalsozialistischen Gewaltherrschaft | 094 71250          | Baudenkmal                   | Weitere Bilder                                                                        |
| Schönebecker Straße 1a (Karte)                                                                                    | Sahneröschen                                                                          | Pavillon |                    | Baudenkmal                   | Sahneröschen                                                                          |
| Schönebecker Straße 1c (Karte)                                                                                    | Wohnhaus Schönebecker Straße 1c                                                       | dreigeschossiges Wohnhaus im Stil der Neorenaissance | 094 82598          | Baudenkmal                   | Wohnhaus Schönebecker Straße 1c                                                       |
| Schönebecker Straße 2 (Karte)                                                                                     | Wohnhaus Schönebecker Straße 2                                                        | viergeschossiges verputztes Wohnhaus im Stil der Neorenaissance von 1893 | 094 82550          | Baudenkmal                   | Wohnhaus Schönebecker Straße 2                                                        |
| Schönebecker Straße 3 (Karte)                                                                                     | Wohnhaus Schönebecker Straße 3                                                        | Wohnhaus viergeschossiges Gebäude von 1893 im Stil der Neorenaissance | 094 82551          | Baudenkmal                   | Wohnhaus Schönebecker Straße 3                                                        |
| Schönebecker Straße 7 (Karte)                                                                                     | Verwaltungsgebäude Schönebecker Straße 7                                              | Verwaltungsgebäude viergeschossiger repräsentativer Verwaltungsbau des Unternehmens Schäffer & Budenberg im Stil der Neorenaissance | 094 17856          | Baudenkmal                   | Verwaltungsgebäude Schönebecker Straße 7                                              |
| Schönebecker Straße 8 (Karte)                                                                                     | Verwaltungsgebäude Schönebecker Straße 8                                              | Verwaltungsgebäude viergeschossiges Verwaltungsgebäude der Firma Schäffer & Budenberg im Stil der Neorenaissance aus dem Jahr 1894 | 094 76729          | Baudenkmal                   | Verwaltungsgebäude Schönebecker Straße 8                                              |
| Schönebecker Straße 9 (Karte)                                                                                     | Wohnhaus Schönebecker Straße 9                                                        | dreieinhalbgeschossiges Wohnhaus in Fachwerkbauweise von 1886 | 094 76824          | Baudenkmal                   | Wohnhaus Schönebecker Straße 9                                                        |
| Schönebecker Straße 11–13 (Karte)                                                                                 | Villa Budenberg                                                                       | Villa Aus einem um 1810 entstandenen Sommerhaus durch zahlreiche Umbauten hervorgegangene Industriellenvilla im Stil des Spätklassizismus und des Neobarocks. 2011 durch einen Brand stark beschädigt, ab 2015 neu aufgebaut, wobei die Fassaden auf West-, Nord- und Ostseite erhalten blieben. | 094 15747          | Baudenkmal                   | Weitere Bilder                                                                        |
| Schönebecker Straße 17 (Karte)                                                                                    | Evangelisches Pfarramt                                                                | Pfarrhaus zweigeschossiges Gebäude im Stil der Neogotik aus den Jahren 1902/1903 | 094 17857          | Baudenkmal                   | Evangelisches Pfarramt                                                                |
| Schönebecker Straße 19 (Karte)                                                                                    | Villa Arnold                                                                          | Villa zweigeschossige Villa im Stil des Spätklassizismus aus dem Jahr 1879 | 094 17858          | Baudenkmal                   | Villa Arnold                                                                          |
| Schönebecker Straße 21 (Karte)                                                                                    | Wohn- und Geschäftshaus Schönebecker Straße 21                                        | Wohn- und Geschäftshaus viergeschossiges Gebäude mit besonders aufwändig im Stil der Neorenaissanse gestalteten Fassade aus dem Jahr 1890 | 094 17859          | Baudenkmal                   | Wohn- und Geschäftshaus Schönebecker Straße 21                                        |
| Schönebecker Straße 23 (Karte)                                                                                    | Wohn- und Geschäftshaus Schönebecker Straße 23                                        | Wohn- und Geschäftshaus viergeschossiger Ziegelbau im Stil des Neobarocks von 1894 | 094 17860          | Baudenkmal                   | Wohn- und Geschäftshaus Schönebecker Straße 23                                        |
| Schönebecker Straße 26 (Karte)                                                                                    | Wohn- und Geschäftshaus Schönebecker Straße 26                                        | Wohn- und Geschäftshaus viergeschossiges Gebäude im Stil der Neorenaissance von 1888, zum Grundstück gehört auch die in der Gaertnerstraße befindliche Toranlage, sie wurde zeitweise unter der Nummer 094 70482 als eigenes Baudenkmal geführt. | 094 17861          | Baudenkmal                   | Wohn- und Geschäftshaus Schönebecker Straße 26                                        |
| Schönebecker Straße 31 (Karte)                                                                                    | Wohn- und Geschäftshaus Schönebecker Straße 31                                        | Wohn- und Geschäftshaus fünfgeschossiges Gebäude im Stil der Neorenaissance vom Ende des 19. Jahrhunderts | 094 17863          | Baudenkmal                   | Wohn- und Geschäftshaus Schönebecker Straße 31                                        |
| Schönebecker Straße 35, 36 (Karte)                                                                                | Wohn- und Geschäftshaus Schönebecker Straße 35, 36                                    | Wohn- und Geschäftshaus fünfgeschossiges Eckhaus im Stil der Neorenaissance von 1886 | 094 17864          | Baudenkmal                   | Wohn- und Geschäftshaus Schönebecker Straße 35, 36                                    |
| Schönebecker Straße 40 (Karte)                                                                                    | Wohn- und Geschäftshaus Schönebecker Straße 40                                        | Wohn- und Geschäftshaus viergeschossiges Gebäude aus den 1880er Jahren mit sechsachsiger Fassade im Stil der Neorenaissance | 094 17865          | Baudenkmal                   | Wohn- und Geschäftshaus Schönebecker Straße 40                                        |
| Schönebecker Straße 41 (Karte)                                                                                    | Wohn- und Geschäftshaus Schönebecker Straße 41                                        | Wohn- und Geschäftshaus viergeschossiges Gebäude aus den 1880er Jahren mit Fassaden im Stil der Neorenaissance | 094 17866          | Baudenkmal                   | Wohn- und Geschäftshaus Schönebecker Straße 41                                        |
| Schönebecker Straße 42 (Karte)                                                                                    | Wohn- und Geschäftshaus Schönebecker Straße 42                                        | Wohn- und Geschäftshaus viergeschossiges Eckhaus aus den 1880er Jahren mit Fassaden im Stil der Neorenaissance | 094 17867          | Baudenkmal                   | Wohn- und Geschäftshaus Schönebecker Straße 42                                        |
| Schönebecker Straße 47 (Karte)                                                                                    | Wohn- und Geschäftshaus Schönebecker Straße 47                                        | Wohn- und Geschäftshaus viereinhalbgeschossiges Gebäude im Stil der Neorenaissance von 1883 | 094 17868          | Baudenkmal                   | Wohn- und Geschäftshaus Schönebecker Straße 47                                        |
| Schönebecker Straße 50 (Karte)                                                                                    | Wohn- und Geschäftshaus Schönebecker Straße 50                                        | viergeschossiges Wohn- und Geschäftshaus im Stil der Neorenaissance von 1890 | 094 17869          | Baudenkmal                   | Wohn- und Geschäftshaus Schönebecker Straße 50                                        |
| Schönebecker Straße 52 (Karte)                                                                                    | Wohn- und Geschäftshaus Schönebecker Straße 52                                        | viergeschossiges Wohn- und Geschäftshaus von 1890 | 094 82624          | Baudenkmal                   | Wohn- und Geschäftshaus Schönebecker Straße 52                                        |
| Schönebecker Straße 54 (Karte)                                                                                    | Villa Schönebecker Straße 54                                                          | Villa im neobarocken Stil von 1883 | 094 17869          | Baudenkmal                   | Villa Schönebecker Straße 54                                                          |
| Schönebecker Straße 66 (Karte)                                                                                    | ehemaliges Otto-Gruson-Werk                                                           | Fabrik |                    | Baudenkmal                   | ehemaliges Otto-Gruson-Werk                                                           |
| Schönebecker Straße 69–72 (Karte)                                                                                 | Wohnhaus Schönebecker Straße 69–72                                                    | Wohnhaus aus vier im Heimatstil errichteten Reihenhäusern von 1922 | 094 82625          | Baudenkmal                   | Wohnhaus Schönebecker Straße 69–72                                                    |
| Schönebecker Straße 80                                                                                            | Beamtenwohnhaus des Wasserwerkes Buckau                                               | Wohnhaus 2020 als Denkmal eingetragen | 107 15072          | Baudenkmal                   | Beamtenwohnhaus des Wasserwerkes Buckau                                               |
| Schönebecker Straße 81 (Karte)                                                                                    | Wasserwerk                                                                            | ehemaliges Wasserwerk | 094 70595          | Baudenkmal                   | Wasserwerk                                                                            |
| Schönebecker Straße 82–84 (Karte)                                                                                 | Buckauer Werk der Maschinenfabrik Buckau R. Wolf                                      | Fabrik | 094 15748          | Baudenkmal                   | Buckauer Werk der Maschinenfabrik Buckau R. Wolf                                      |
| Schönebecker Straße 82                                                                                            | Verwaltungsgebäude                                                                    | Verwaltungsgebäude | 094 15748 001      | Teilobjekt eines Baudenkmals |                                                                                       |
| Schönebecker Straße 98 (Karte)                                                                                    | Wohn- und Geschäftshaus Schönebecker Straße 98                                        | viergeschossiges Wohn- und Geschäftshaus im Stil der Neorenaissance von 1883 | 094 17870          | Baudenkmal                   | Wohn- und Geschäftshaus Schönebecker Straße 98                                        |
| Schönebecker Straße 114 (Karte)                                                                                   | Wohn- und Geschäftshaus Schönebecker Straße 114                                       | dreigeschossiges Wohn- und Geschäftshaus im Stil des Spätklassizismus aus der Zeit um 1860 bis 1870 | 094 17872          | Baudenkmal                   | Wohn- und Geschäftshaus Schönebecker Straße 114                                       |
| Schönebecker Straße 115 (Karte)                                                                                   | Wohn- und Geschäftshaus Schönebecker Straße 115                                       | fünfgeschossiges Wohn- und Geschäftshaus im Stil des Neobarock von 1892 | 094 17873          | Baudenkmal                   | Wohn- und Geschäftshaus Schönebecker Straße 115                                       |
| Schönebecker Straße 116 (Karte)                                                                                   | Wohn- und Geschäftshaus Schönebecker Straße 116                                       | viergeschossiges Wohn- und Geschäftshaus im Stil des Neobarock von 1888 | 094 17874          | Baudenkmal                   | Wohn- und Geschäftshaus Schönebecker Straße 116                                       |
| Schönebecker Straße 117 (Karte)                                                                                   | Sankt-Gertrauden-Kirche                                                               | evangelische Kirche |                    | Baudenkmal                   | Weitere Bilder                                                                        |
| Schönebecker Straße 125, 126, 126a (alt 124) (Karte)                                                              | Fabrik                                                                                | Fabrik 2023 vom Denkmalbereich zumBaudenkmal umgestuft. | 094 80274          | Baudenkmal                   | Fabrik                                                                                |
| Schönebecker Straße 129 (Karte)                                                                                   | Gesellschaftshaus Klosterbergegarten                                                  | Gesellschaftshaus |                    | Baudenkmal                   | Gesellschaftshaus Klosterbergegarten                                                  |
| Schönebecker Straße 129 (Karte)                                                                                   | Orgel                                                                                 | Orgel im Gesellschaftshaus Klosterbergegarten |                    | Baudenkmal                   | BW                                                                                    |
| Schönebecker Straße 129b (Karte)                                                                                  | Grusonsche Gewächshäuser                                                              | Gewächshäuser |                    | Baudenkmal                   | Weitere Bilder                                                                        |
| Schönebecker Straße                                                                                               | Eisenbahnanlage                                                                       | Eisenbahnanlage |                    | Baudenkmal                   |                                                                                       |
| Schönebecker Straße (Karte)                                                                                       | Bahnwärterhaus Schönebecker Straße                                                    | mit einem Walmdach bedecktes stillgelegtes Bahnwärterhaus | 094 76862          | Baudenkmal                   | Bahnwärterhaus Schönebecker Straße                                                    |
| Schönebecker Straße, südlich der Altstadt am westlichen Elbufer gegenüber dem Rotehornpark auf dem Werder (Karte) | Klosterbergegarten                                                                    | Park | 094 06404          | Baudenkmal                   | Weitere Bilder                                                                        |
| Schönebecker Straße, im Klosterbergegarten                                                                        | Festungsbauwerk                                                                       | Festungsbauwerk | 094 06404 001      | Teilobjekt eines Baudenkmals |                                                                                       |
| Schönebecker Straße (Karte)                                                                                       | Gartenhaus im Klosterbergegarten                                                      | ehemaliges Toilettenhaus von 1896 im Schweizerhausstil, heute als Ausstellungsgebäude genutzt | 094 18027          | Baudenkmal                   | Gartenhaus im Klosterbergegarten                                                      |
| Schönebecker Straße                                                                                               | Uferbefestigung                                                                       | Uferbefestigung | 094 77048          | Baudenkmal                   |                                                                                       |
| Südstraße 6 (Karte)                                                                                               | Wohnhaus Südstraße 6                                                                  | Wohnhaus Das fünfgeschossige Gebäude wurde 1885 erbaut. Die Fassade verfügt über sechs Achsen, dabei sind die äußeren Achsen breiter als die anderen Achsen. Im ersten und zweiten Geschoss befinden sich Fensterverdachungen über den Fenstern, die anderen Stockwerke sind einfacher gehalten. | 094 15973          | Baudenkmal                   | Wohnhaus Südstraße 6                                                                  |
| Thiemstraße 5 (Karte)                                                                                             | Förderschule Erich Kästner                                                            | Schule ab 1874 in mehreren Bauabschnitten als Volksschule im Stil der Neogotik errichtetes dreigeschossiges Schulgebäude | 094 17878          | Baudenkmal                   | Förderschule Erich Kästner                                                            |
| Thiemstraße 7 (Karte)                                                                                             | Literaturhaus Magdeburg                                                               | Wohnhaus Geburtshaus des Schriftstellers Erich Weinert | 094 17879          | Baudenkmal                   | Literaturhaus Magdeburg                                                               |
| Thiemstraße 11 (Karte)                                                                                            | Wohnhaus Thiemstraße 11                                                               | Wohnhaus eingeschossiges großbürgerliches Wohnhaus von 1881 im Stil der Neorenaissance | 094 17880          | Baudenkmal                   | Wohnhaus Thiemstraße 11                                                               |
| Warschauer Straße (Karte)                                                                                         | Bahnhof Buckau                                                                        | Bahnhof Der Bahnhof liegt an den Bahnstrecken Magdeburg–Leipzig und Magdeburg–Thale. | 094 82878          | Baudenkmal                   | Weitere Bilder                                                                        |
| Weststraße 3 (Karte)                                                                                              | Wohnhaus Weststraße 3                                                                 | Wohnhaus Das dreigeschossige Gebäude wurde in der Zeit um 1870 erbaut. Die Fassade ist im Stil des Spätklassizismus gestaltet. | 094 71410          | Baudenkmal                   | Wohnhaus Weststraße 3                                                                 |
| Weststraße 6 (Karte)                                                                                              | Koch, Bantelmann & Paasch                                                             | Fabrik Die Fabrik wurde größtenteils von 1872 bis 1904 erbaut. Hier befand sich die Maschinenfabrik und Eisengießereien Koch, Bantelmann & Paasch. Es wurden Dampfkesselarmaturen, Pumpen und Verdichter hergestellt. Das Werkstattgebäude – ein lang gestreckter Ziegelbau – prägt das Fabrikgelände. Im Jahre 1904 wurde das Gebäude um eineinhalb Geschosse aufgestockt. Über dem oberen Geschoss befinden sich Okuli. An der Straßenseite befindet sich ein Stufengiebel. Später wurde das Unternehmen als VAKOMA fortgeführt. | 094 80267          | Baudenkmal                   | Koch, Bantelmann & Paasch                                                             |
| Weststraße 7 (Karte)                                                                                              | Wohnhaus Weststraße 7                                                                 | Wohnhaus Das viergeschossige Wohnhaus wurde in den Jahren von 1880 bis 1890 erbaut. Seine Fassaden sind im Stil des Neobarocks gestaltet. Es ist mit einem Mansarddach bedeckt. | 094 82607          | Baudenkmal                   | Wohnhaus Weststraße 7                                                                 |
| Weststraße 8 (Karte)                                                                                              | Wohnhaus Weststraße 8                                                                 | Wohnhaus Das Wohnhaus ist ein Ziegelbau mit viereinhalb Geschossen. Erbaut wurde das Haus im Stil der Neurenaissance in der Zeit von 1880 bis 1890. | 094 82608          | Baudenkmal                   | Wohnhaus Weststraße 8                                                                 |
| Weststraße 13 (Karte)                                                                                             | Wohnhaus Weststraße 13                                                                | Wohnhaus Das Wohnhaus ist ein Ziegelbau mit vier Geschossen. Erbaut wurde das Haus im Stil der Neurenaissance in der Zeit um 1880/1890. | 094 82609          | Baudenkmal                   | Wohnhaus Weststraße 13                                                                |

## Ehemalige Denkmale
Die nachfolgenden Objekte waren ursprünglich ebenfalls denkmalgeschützt oder wurden in der Literatur als Kulturdenkmale geführt. Die Denkmale bestehen heute jedoch nicht mehr, ihre Unterschutzstellung wurde aufgehoben oder sie werden nicht mehr als Denkmale betrachtet.
| Lage                                                     | Bezeichnung                                     | Beschreibung | Erfassungs- nummer | Ausweisungsart | Bild                                            |
| -------------------------------------------------------- | ----------------------------------------------- | --- | ------------------ | -------------- | ----------------------------------------------- |
| Bleckenburgstraße 14 (Karte)                             | Wohnhaus                                        | genehmigter Abbruchantrag aus dem Jahr 2005 |                    | Baudenkmal     | BW                                              |
| Fährstraße 7                                             | Wohnhaus                                        | genehmigter Abbruchantrag aus dem Jahr 2000 |                    | Baudenkmal     |                                                 |
| Karl-Schmidt-Straße 50                                   | Zichorienfabrik                                 | genehmigter Abbruchantrag aus dem Jahr 2005 | 094 71197          | Baudenkmal     |                                                 |
| Klosterbergestraße 7, 8, 9, 10, 11                       | Magdeburger Armaturenwerke                      | Werkzeughalle und weitere Fabrikanlagen der Magdeburger Armaturenwerke GmbH, genehmigter Abbruchantrag aus dem Jahr 2005 | 094 71422          | Baudenkmal     |                                                 |
| Klosterbergestraße 19                                    |                                                 | Wohnhaus wird zumindest seit 2015 nicht mehr als Denkmal geführt | 094 17840          | Baudenkmal     |                                                 |
| Schönebecker Straße 68 (Karte)                           | Pawlow-Poliklinik                               | 1951 errichtete Poliklinik, Gebäude ist erhalten, wird jedoch zumindest seit 2009 nicht mehr als Denkmal geführt |                    | Baudenkmal     | Weitere Bilder                                  |
| Schönebecker Straße 82, 83, 84; Flur 440, Flurstück 87/1 | Direktorenvilla                                 | Villa, wird zumindest seit 2009 nicht mehr als Denkmal geführt | 094 71396          |                |                                                 |
| Schönebecker Straße 82, 83, 84; Flur 440, Flurstück 91/7 | Wohnhaus                                        | Wohnhaus wird zumindest seit 2009 nicht mehr als Denkmal geführt | 094 71395          |                |                                                 |
| Schönebecker Straße 113 (Karte)                          | Wohn- und Geschäftshaus Schönebecker Straße 113 | Wohn- und Geschäftshaus zweigeschossiges Gebäude im Stil des Spätklassizismus aus der Zeit um 1880/1890. Im Rahmen einer Überprüfung wurde die Denkmaleigenschaft negativ beurteilt und das Gebäude im Jahr 2016 aus dem Denkmalverzeichnis ausgetragen.          | 094 17871          | Baudenkmal     | Wohn- und Geschäftshaus Schönebecker Straße 113 |
| Sülzeberg (Karte)                                        | Lager Lüddecke & Co                             | Lager Das Lager war der Sitz der Spedition Lüddecke & Co. Erbaut wurde das Haus von 1894 bis 1896. 2021 wurde es wegen Einsturzgefahr abgerissen. Im Jahr 2021 nach Verfall und Abbruch aus bauordnungsrechtlichen Gründen aus dem Denkmalverzeichnis gestrichen. | 094 71196          | Baudenkmal     | Lager Lüddecke & Co                             |

## Legende
In den Spalten befinden sich folgende Informationen:
- Lage: Nennt den Straßennamen und wenn vorhanden die Hausnummer des Kulturdenkmals. Die Grundsortierung der Liste erfolgt nach dieser Adresse. Der Link „Karte“ führt zu verschiedenen Kartendarstellungen und nennt die geographischen Koordinaten.
Link zu einem Kartenansichtstool, um Koordinaten zu setzen. In der Kartenansicht sind Baudenkmale ohne Koordinaten mit einem roten bzw. orangen Marker dargestellt und können in der Karte gesetzt werden. Baudenkmale ohne Bild sind mit einem blauen bzw. roten Marker gekennzeichnet, Baudenkmale mit Bild mit einem grünen bzw. orangen Marker.
- Offizielle Bezeichnung: Nennt den Namen, die Bezeichnung oder zumindest die Art des Kulturdenkmals und verlinkt, soweit vorhanden, auf den Artikel zum Objekt.
- Beschreibung: Nennt bauliche und geschichtliche Einzelheiten des Kulturdenkmals, vorzugsweise die Denkmaleigenschaften.
- Erfassungsnummer: Für jedes Kulturdenkmal wird in Sachsen-Anhalt eine 20stellige Erfassungsnummer vergeben. Die letzten zwölf Ziffern werden für die Untergliederung nach Teilobjekten genutzt und werden nur angegeben, soweit vergeben. In dieser Spalte kann sich folgendes Icon  befinden, dies führt zu Angaben zu diesem Baudenkmal bei Wikidata.
- Ausweisungsart: Die Einordnung des Denkmales nach § 2 Abs. 2 DenkmSchG LSA
- Bild: Ein Bild des Denkmales, und gegebenenfalls einen Link zu weiteren Fotos des Kulturdenkmals im Medienarchiv Wikimedia Commons. Wenn man auf das Kamerasymbol klickt, können Fotos zu Kulturdenkmalen aus dieser Liste hochgeladen werden: